# Rio Celnicu Mare
O Rio Celnicu Mare é um rio da Romênia, afluente do Gârlişte, localizado no distrito de Caraş-Severin.